# Satis (rejon diwiejewski)
Satis (ros. Сатис) – osiedle w Rosji, w obwodzie niżnonowogrodzkim, w rejonie diwiejewskim. W 2021 liczyło 2444 mieszkańców.